# Konwój morski

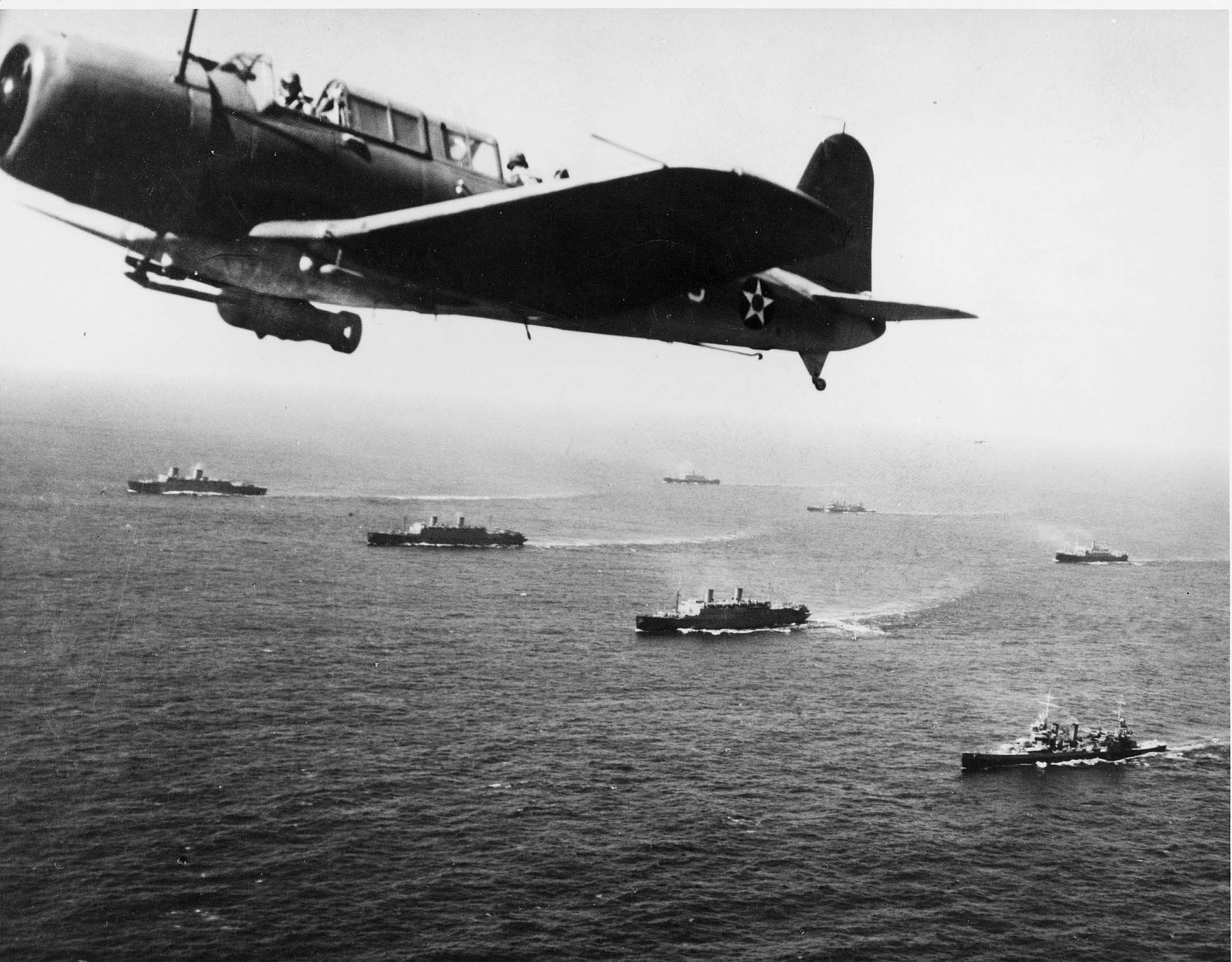
Konwój morski z eskortą lotniczą

Konwój morski – zorganizowana grupa przemieszczających się jednostek pływających (zwykle statków), formowana głównie ze względów logistycznych i dla zwiększenia bezpieczeństwa podróży. Konwoje formowane są zazwyczaj w czasie działań wojennych, stąd ich integralną część stanowi eskorta okrętów wojennych, stosowana dla ochrony przed atakami nieprzyjacielskich okrętów nawodnych i podwodnych oraz lotnictwa.

## Historia

### Przed I wojną światową

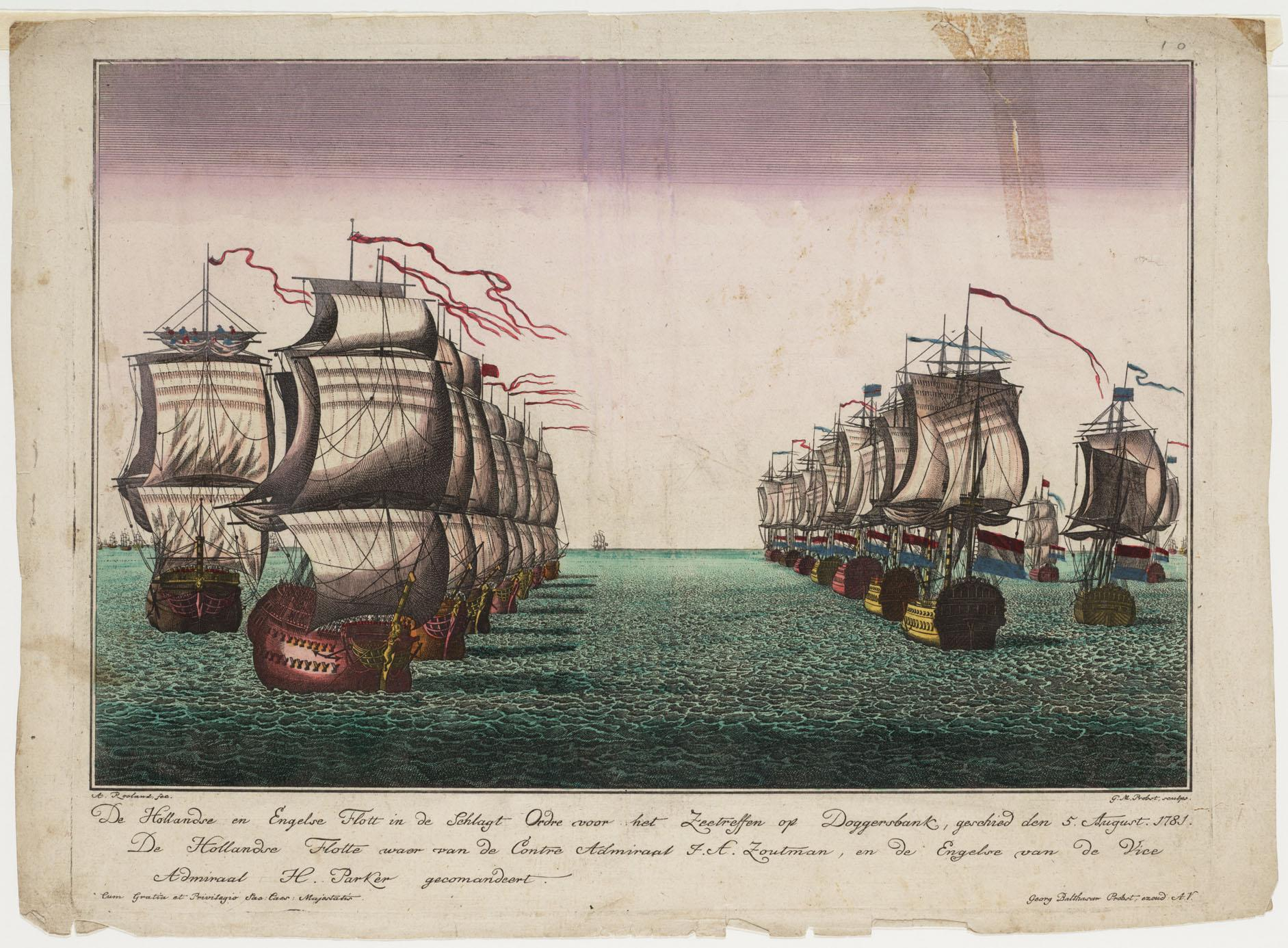
Okręty holenderskie podczas bitwy na Dogger Bank

Konwoje organizowane były już w czasach starożytnych. Z XIV wieku pochodzą informacje o konwojach przewożących wino między Francją a Wielką Brytanią. W późniejszych wiekach stanowiły formę ochrony przed napaściami piratów, korsarzy i jednostkami wrogich flot. XVII-wieczne ataki na konwoje kursujące między Europą a Nowym Światem, zwłaszcza przewożące złoto i srebro, przekształcały się w wielkie bitwy morskie.
Wiele bitew morskich toczyło się wokół konwojów, w tym:
- Bitwa morska pod Portland (1653)
- Bitwa pod Ouessant (1781)
- Bitwa na Dogger Bank (1781)
- Bitwa pod Ushant (1794)
- Bitwa pod Pulau Aur (1804)

Pod koniec wojen napoleońskich Royal Navy miała system konwojowania do ochrony statków handlowych.

### I wojna światowa
Od czasów napoleońskich do I wojny światowej statki handlowe rzadko stawały się celem ataków, tak więc taktyka konwojowa została zarzucona. Na początku I wojny światowej uznawana była już za przeżytek. Działania niemieckiej floty podwodnej, powodujące duże straty wśród floty handlowej, zmusiły marynarki państw ententy, zwłaszcza brytyjską, do przeciwdziałania. Skierowanie okrętów do patrolowania tras żeglugowych, stosowanie statków-pułapek nie przyniosło oczekiwanych rezultatów. Zastanawiano się więc nad powrotem do stosowania konwojów, obawiano się jednak ataków ciężkich okrętów nawodnych. Szybkie i uzbrojone w dalekosiężną artylerię mogłyby zdziesiątkować konwój płynący z szybkością swojej najwolniejszej jednostki. Zastanawiano się również, czy porty będą w stanie obsłużyć jednocześnie tak dużą liczbę jednostek. Ostatecznie jednak w 1917 zaczęto organizować konwoje statków handlowych, eskortowanych przez okręty wojenne. Ich obecność utrudniała U-Bootom zajęcie odpowiedniej pozycji do torpedowania; zamiast atakować statki handlowe, musiały unikać spotkań lub walczyć z okrętami przeciwnika, często stając się ich łupem. Straty wśród floty handlowej zdecydowanie zmalały.

### II wojna światowa

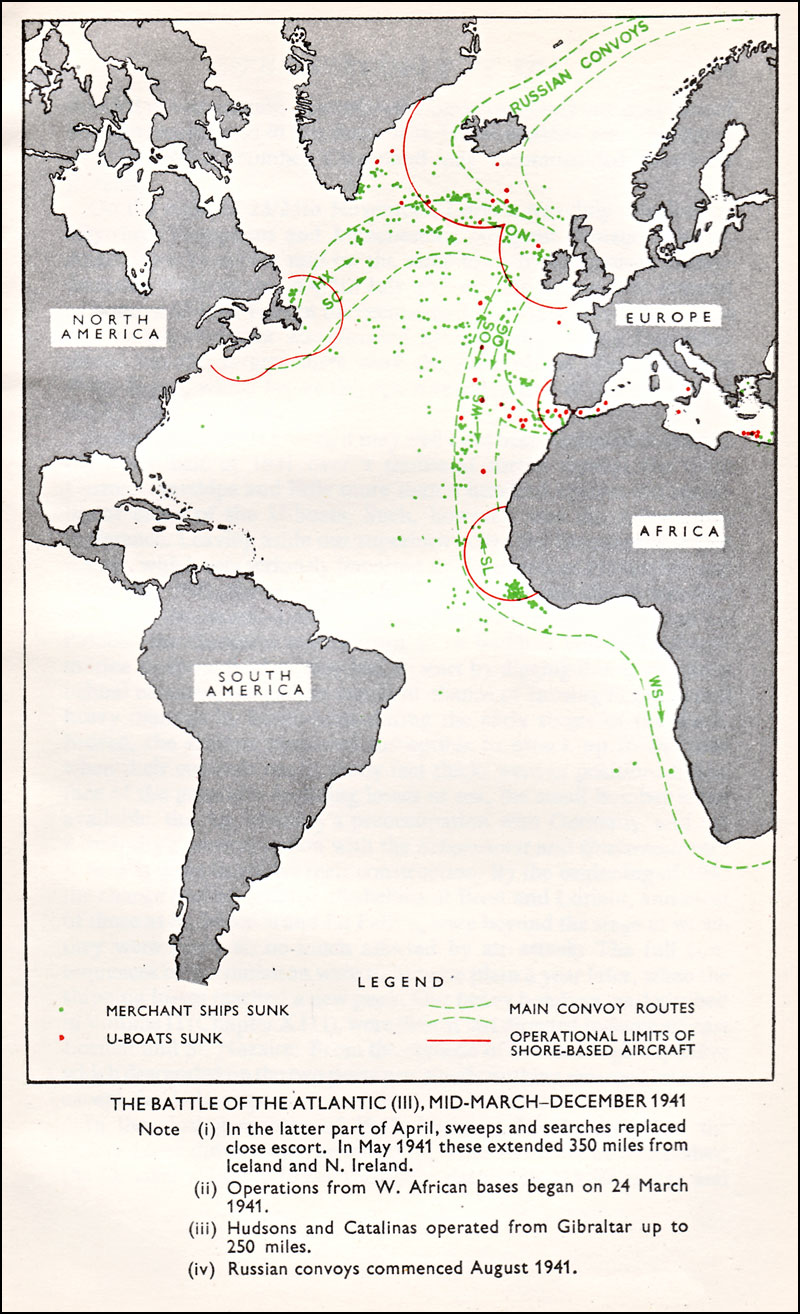
Trasy konwojów morskich w roku 1941

Po wybuchu II wojny światowej nikt w Admiralicji nie wątpił w celowość organizowania konwojów. Zaczęto wprowadzać w życie opracowane w okresie międzywojennym taktyki ich użycia. Zrozumiano, że im liczniejszy konwój (a co za tym idzie, liczniejsza jego eskorta), tym jest on odporniejszy na ataki wroga. Po przystąpieniu USA do wojny z Niemcami, US Navy mimo poprzednich doświadczeń, nie zdecydowała się na wprowadzenie systemu konwojowego. Na rezultaty nie trzeba było długo czekać – samotne amerykańskie statki łatwo padały łupem okrętów podwodnych, wody wschodnich wybrzeży Ameryki Północnej, Zatokę Meksykańską i Morza Karaibskiego zaczęto nazywać rajem U-Bootów.
Bitwa o Atlantyk, mająca na celu utrzymanie żeglugi między portami aliantów, nierozerwalnie kojarzy się z działalnością konwojową. Taktyki konwojowania, a także sposoby walki z nimi znacznie się rozwinęły w tym okresie. Istotnym zadaniem było zdobycie informacji na temat ruchów wrogich jednostek za pomocą działań wywiadu, nasłuchu radiowego, dalekodystansowych lotów patrolowych i innych. Ogromnym zagrożeniem dla konwojów były U-Booty, niemiecka taktyka wilczych stad przynosiła aliantom duże straty. Kolejnym dużym zagrożeniem było lotnictwo. Okręty nawodne państw osi nie odegrały znaczącej roli w działaniach skierowanych przeciwko konwojom, niemniej jednak istniało ciągłe potencjalne zagrożenie z ich strony. W połowie 1942 na wieść o możliwym ataku pancernika „Tirpitz”, Admiralicja zdecydowała o odwołaniu eskorty i rozproszeniu konwoju PQ-17. Mimo że atak ten nigdy nie nastąpił, konsekwencje tej decyzji były tragiczne – większość statków padła ofiarą niemieckiej floty podwodnej i lotnictwa.
Alianci również udoskonalali metody konwojowania i przeciwdziałania atakom nieprzyjaciela. Taktyki były różne: uzbrajano statki w artylerię przeciwlotniczą, a niektóre w wystrzeliwane samoloty (CAM-ships), zwiększano liczebność eskorty przez przebudowę statków handlowych na krążowniki pomocnicze i pomocnicze lotniskowce (MAC-ships), organizowano też eskadry ciężkich okrętów wspierające działanie konwojów. Budowano nowe typy okrętów eskortowych – mniej skomplikowanych, a więc tańszych i szybszych w produkcji – korwet, slupów, fregat czy niszczycieli eskortowych. Do roli niszczycieli eskortowych dostosowywano też przestarzałe niszczyciele. W broń przeciwpodwodną wyposażano także inne klasy okrętów, jak trałowce. Wprowadzenie pierwszych lotniskowców eskortowych, a zwłaszcza masowa produkcja jednostek tej klasy w USA, umożliwiły ochronę lotniczą na całej trasie rejsu. Następował rozwój urządzeń do wykrywania jednostek nieprzyjaciela (radar, asdic – sonar) i broni do ich niszczenia (wyrzutnie rakietowych bomb głębinowych typu hedgehog, wyrzutnie rakiet itp.). Wszystko to przechyliło ostatecznie szalę zwycięstwa na stronę aliantów.
Dużą rolę odgrywały konwoje arktyczne zmierzające do rosyjskich portów: Murmańska i Archangielska. Znaczna część ich trasy znajdowała się w zasięgu niemieckich bombowców startujących z baz w Norwegii. Na mocy umowy Lend-Lease do Rosji trafiały amerykańskie samochody, czołgi, samoloty, wyposażenie itp., wydatnie wzmacniając siłę bojową jej armii.

## Współczesność

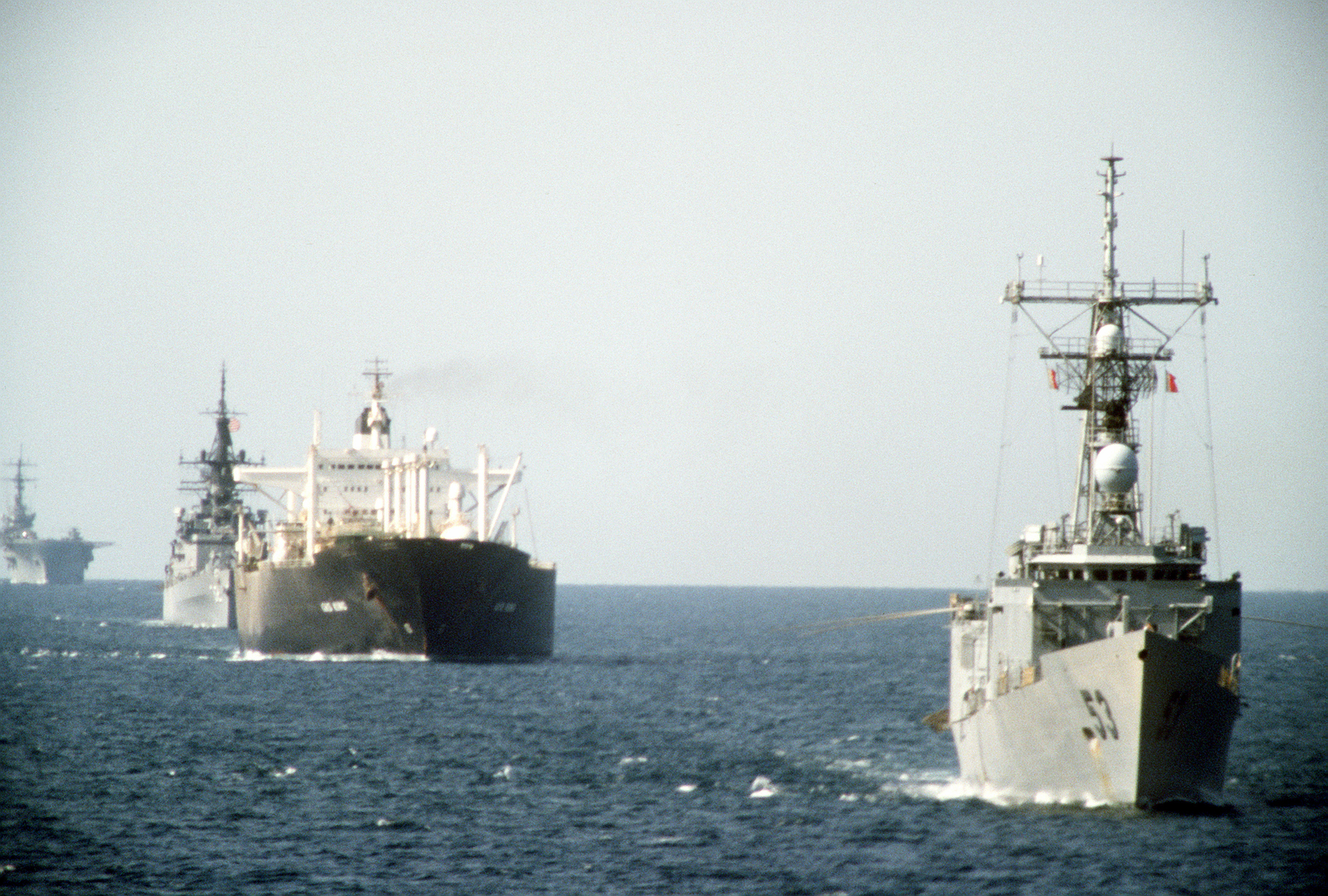
Amerykańskie okręty wojenne eskortują tankowiec „Gas King” w 1987

Współcześnie konwoje nie odgrywają większej roli, ponieważ nie ma potrzeby przerzucania tak dużych ilości sprzętu czy wojska. Największą operacją konwojową po zakończeniu II wojny światowej była operacja Earnest Will. W latach 1987–1988, w czasie wojny iracko-irańskiej okręty US Navy eskortowały zagrożone tankowce na wodach Zatoki Perskiej.